# Nellie McKay
Nell Marie McKay (Londen, 13 april 1982) is een Brits/Amerikaanse singer-songwriter, pianiste, ukelele-speelster en actrice.

## Biografie
McKay werd geboren in Londen als dochter van de Engelse regisseur en schrijver Malcolm McKay en een Amerikaanse actrice. Nadat hun ouders waren gescheiden, verhuisde ze op 2-jarige leeftijd met haar moeder naar New York, waar ze tot 1994 bleven. Na een jaar in Olympia (Washington) verhuisden ze terug naar de oostkust van Pennsylvania, waar McKay naar de middelbare school ging.
In 2000 begon ze te studeren aan de Manhattan School of Music. Verveeld en ontevreden verliet ze deze echter na twee jaar. Ze verscheen in clubs in New York als zangeres en stand-upcomedian en wendde zich tot het anti-folkcircuit.
In februari 2003 was ze in het voorprogramma van de Trachtenburg Family Slideshow Players at Tonic, aan de Lower East Side in New York. Hiervoor kreeg ze goede recensies, tekende ze een contract bij Columbia Records en begon ze eind zomer 2003 met de productie van haar eerste album.
Haar muziek omvat verschillende genres, van jazz tot hiphop tot disco en funk. De dynamische stijl en haar indringende teksten kenmerken haar als een originele zangeres. Haar liedjes bevatten vaak ook politieke thema's. Ze is lid van PETA en haar nummer Columbia Is Bleeding gaat over de wrede behandeling van dieren door de Columbia University. John John beschrijft haar mening over haar favoriete politicus Ralph Nader. Daarnaast treedt ze regelmatig op bij benefietconcerten.
Haar veelgeprezen eerste album Get Away from Me, geproduceerd door Beatles-geluidstechnicus Geoff Emerick, werd in februari 2004 uitgebracht bij Columbia Records. De titel verwijst naar het nummer Come Away with Me van Norah Jones en drukt haar ongenoegen uit over de modernjazz. McKay is de eerste vrouw die een dubbel-cd als debuutalbum uitbrengt. Nellie McKay bereikte #187 in de Billboard-hitlijsten met Get Away from Me.
Pretty Little Head, dat een duet met k.d. lang en Cyndi Lauper bevat, werd na enige vertraging in oktober 2006 uitgebracht. Eerder waren er geschillen met de platenmaatschappij over de opbouw en titels van het album. McKay stond erop 23 nummers uit te brengen met een totale lengte van 65 minuten, maar Columbia wilde slechts 16 nummers ondersteunen met een totale lengte van 45 minuten. McKay verliet Columbia en bracht haar album op haar eigen voorwaarden uit als dubbel-cd bij SpinART Records.
Obligatory Villagers verscheen op 25 september 2007 in de Verenigde Staten en is alleen als geïmporteerd product in Duitsland verkrijgbaar. McKay bracht dit album uit bij Hungry Mouse Records en droeg het op aan de vele verdwenen bezienswaardigheden in de Poconos, een bergketen in Pennsylvania.
Naar de soundtrack van de film P.S. I Love You, in wie ze de zus van Hilary Swank speelde, speelde ze het lied met dezelfde naam P.S. I Love You.

## Broadway
McKay verscheen voor het eerst op Broadway in 2006 als Polly Peachum in de muzikale versie van de Threepenny Opera met Cyndi Lauper en Alan Cumming. Voor haar rol ontving ze een Theater World Award in de categorie «Outstanding Debut Performance».

## Discografie

### Albums
- 2004 Get Away from Me
- 2006 Pretty Little Head
- 2007 Obligatory Villagers
- 2009 Normal as Blueberry Pie - A Tribute to Doris Day
- 2010 Home Sweet Mobile Home
- 2015 My Weekly Reader
- 2018 Sister Orchid

### Filmmuziek
- 2005 Pasadena Girl, Face of a Faith
- 2005 Won't U Please B Nice
- 2005 David
- 2007 P.S. I Love You